# José Carlos Prieto
José Carlos Prieto (Iquique, Región de Tarapacá, Chile, 29 de noviembre de 1989) es un futbolista chileno. Juega de mediocampista. Actualmente juega en la Selección Nacional de Fútbol Playa, donde lideró el histórico tercer lugar en la Copa América 2022 en Asunción Paraguay. Como futbolista será recordado por integrar el histórico ascenso de Deportes Iberia en el año 2014.

## Clubes
| Club                 | País  | Año       |
| -------------------- | ----- | --------- |
| Deportes Iquique     | Chile | 2009-2010 |
| Municipal Mejillones | Chile | 2010-2011 |
| Deportes Iquique     | Chile | 2012-2013 |
| Iberia               | Chile | 2013-2015 |
| Mejillones           | Chile | 2015-2017 |

- Datos: Q6291849